# Argiolestes tenuispinus
Argiolestes tenuispinus är en trollsländeart som beskrevs av Maurits Anne Lieftinck 1938. Argiolestes tenuispinus ingår i släktet Argiolestes och familjen Megapodagrionidae. IUCN kategoriserar arten globalt som otillräckligt studerad. Inga underarter finns listade i Catalogue of Life.